# ブライトリング

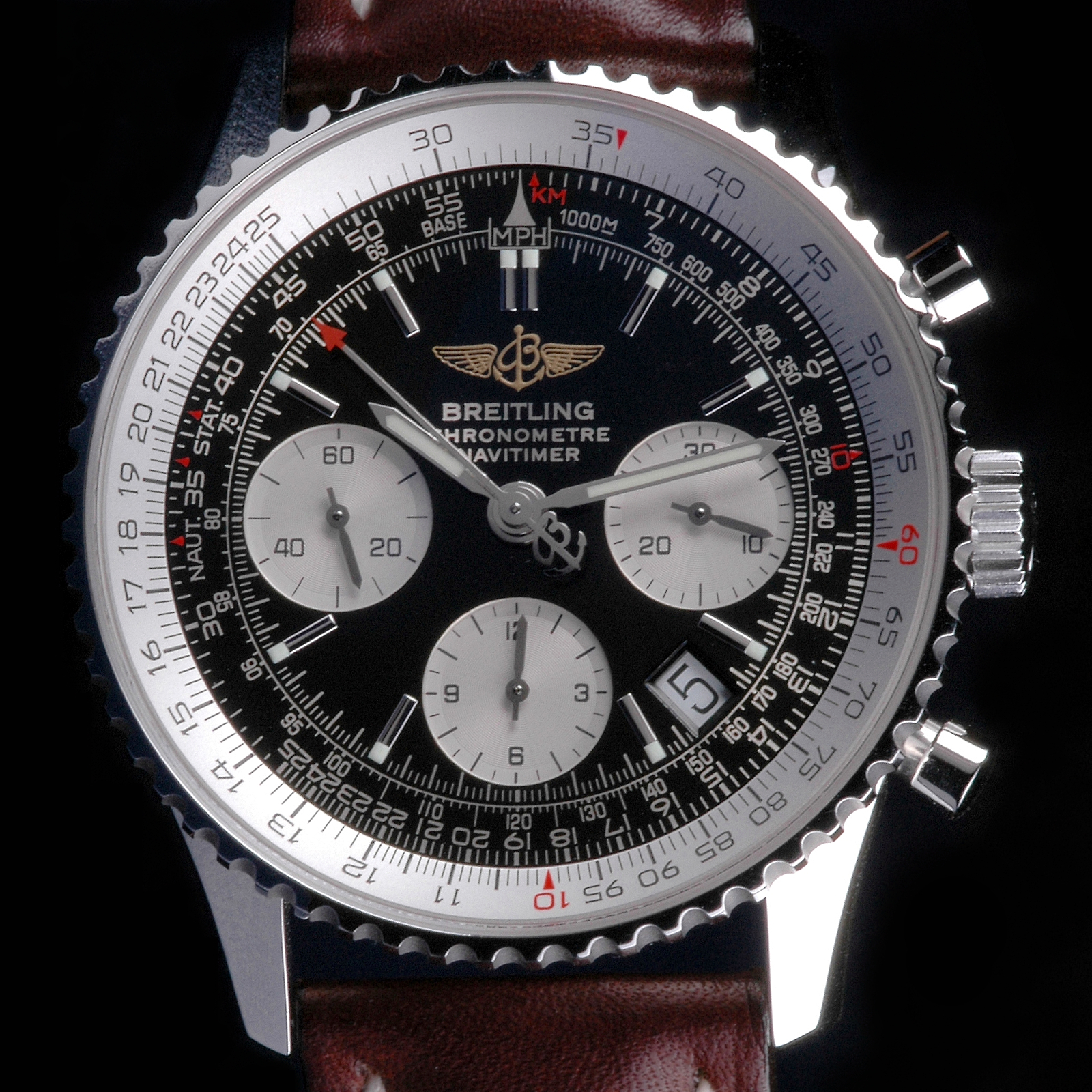
ナビタイマー

ブライトリング（Breitling Montres S.A. ）はスイスの高級腕時計メーカーである。
戦前には航空業界とのつながりが強く、コクピットウォッチ、ストップウォッチを主力としていた。現在においてもパイロットウォッチやミリタリーウォッチを得意とし、「プロのための計器」「時計ではなく（航空用）計器である」という理念のもとに、製品はすべてクロノメーター検定に合格したものである。実際に、現代においてもパイロット向けの腕時計として「エアロスペース」「エマージェンシー」が販売されており、高い評価を受けている。
気球による無着陸世界一周を初めて成功させたブライトリング オービター 3やジェットエンジンを乗せた翼を背負って飛行するイブ・ロッシーなど、航空界へのスポンサー活動を積極的に行っている。
近年、ブライトリングは同社の1915年発表のモデルを世界初のクロノグラフ腕時計と自称していたが、実際は1913年にロンジンやオメガが製造した物など複数社による先行事例がある。そのため「クロノグラフ腕時計」「専用プッシュボタン付クロノグラフ腕時計」いずれの条件でもブライトリングは世界初ではない。
かつては専らETAから供給されるムーブメントを採用していたが、現在は自社開発・自社製造ムーブメントcal.B01を採用した時計を中心に、cal.B20をケニッシから、cal.B25をコンセプトから、その他をセリタから供給を受けている。特にETAおよびセリタ製ムーブメントについては各部品の個体差にまで配慮した徹底的なチューニングが施され、圧倒的な高精度化に定評がある。
ムーブメントを自社製造する「マニュファクチュール」という言葉を他社と異なる意味合いで使う事があり、外部から購入したムーブメントを使っていてもマニュファクチュールと表記する事がある。ただし、ETA等の他社製ムーブメントであっても、自社にて分解し、再度注油をしながら組み立て直し高精度を実現するなど、熟練技術者による独自のチューンアップを施している。

## 沿革

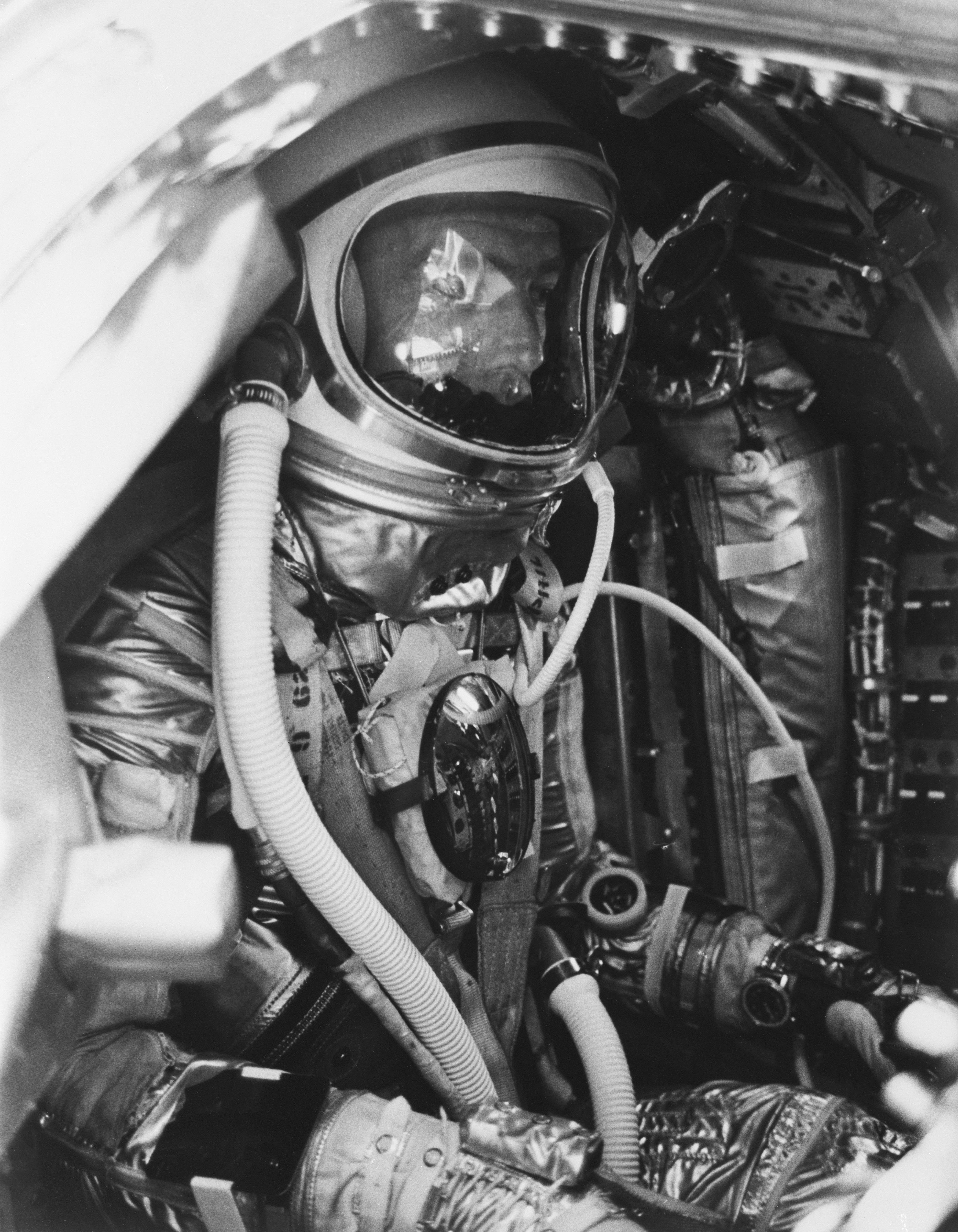
コスモノートを身につけたスコット・カーペンター

- 1860年1月26日 - 創業者レオン・ブライトリング（Leon Breitling ）がサンティミエ（Saint-Imier ）にて産まれる。
- 1884年 - レオン・ブライトリングが時計工房「G. レオン・ブライトリング」（G.Leon Breitling ）を開いた。
- 1884年 - レオン・ブライトリングに息子ガストン・ブライトリング（Gaston Breitling ）が産まれる。
- 1892年 - ラ・ショー＝ド＝フォンのモンブリラン（Montbrillant ）通りに移転し「レオン G.ブライトリング」（Leon G. Breitling S.A. Montbrillant Watch Manufactory ）に改名。
- 1914年8月14日 - レオン・ブライトリング死去。ガストン・ブライトリングが後を継ぐ。
- 1915年 - レマニア製の16リーニュ 懐中時計用クロノグラフムーブメントを搭載した腕時計を製造[2]。第一次世界大戦でニーズを増したパイロット向けの時計であった[7]。
- 1927年7月30日 - ガストン・ブライトリング死去、1932年まで社長不在となる。
- 1932年 - ガストン・ブライトリングの息子ウィリー・ブライトリング（Willy Breitling ）が後を継ぐ。
- 1939年 - イギリス空軍が大量のコクピットクロックを発注。
- 1942年 - 対数表記の四則演算用の回転計算尺を付けたクロノグラフ、初代「クロノマット」発売。
- 1952年 - AOPA（Aircraft Owner and Pilot Association）と提携し航空航法用の回転計算尺を付けたクロノグラフ、初代「ナビタイマー」発売。電波航法の普及に伴い高い評価を確立した。工場をラ・ショー＝ド＝フォンに残したまま本部をジュネーヴに移転。
- 1962年 - マーキュリー計画のミッションMA7でオーロラ7号の乗組員スコット・カーペンター（Scott Carpenter ）の私物としてコスモノートが宇宙に行った。
- 1969年3月3日 - ホイヤー・レオニダス（Heuer-Leonidas 、現タグ・ホイヤー）、ハミルトン・ビューレン（Hamilton-Buren 、現ハミルトン）、デュボア・デプラとの4社共同で腕時計用自動巻クロノグラフキャリバー「キャリバー11」（Caliber 11 ）を開発、発表。
- 1975年 - クロノマットにクォーツモデル発売。
- 1976年 - ナビタイマーにクォーツモデル発売。
- 1978年 - ナビタイマーに発光ダイオードモデル発表。同年、全従業員を解雇して工場・本社・生産設備や在庫部品等の資本を売却。
- 1979年 - 4月、ウィリー・ブライトリングが保有していたブランド商標権をMontres Sicura SAの経営者アーネスト・シュナイダー（Ernest Schneider ）に売却[2]。8月にブライトリング社が精算手続きを完了し廃業した。同年ウィリー・ブライトリング死去。[2]
- 1982年 - アーネスト・シュナイダーがブライトリング・ジュネーブ社（Breitling Genève SA ）を設立[8]。Montres Sicura SAの本社工場を改装して、ブライトリングの本社とする。[2] なお、ブライトリング家が経営していた同名の会社とは法人格・人員・工場や生産設備等において繋がりは無く、全く新しいチャレンジであった。
- 1983年 - Montres Sicura SAがBreitlingを商標として登録。[9]
- 1984年 - イタリア空軍のアクロバット飛行隊が主催したコンペに入札し、「クロノマット」の名を継承する新モデルを発表。開発にあたってはパイロットや関係者にアドバイスを仰ぐ等の取り組みが行われ、同飛行隊の公式モデルとなった。
- 1985年 -「ナビタイマー・エアロスペース」、「オールド・ナビタイマー（手巻き）」発表。後者は、翌年自動巻きモデルが発表される。
- 1993年 - Montres Sicura SAの社名をBreitling AGに変更。[10]
- 1994年 - アーネスト・シュナイダーの息子セオドア・シュナイダーがCEOに就任。
- 1997年 - クロノグラフ等複雑系ムーブメントの製造会社であるKELEKを子会社化。[11]
- 1996年 - 初代クロノマットのデザインを踏襲した「モンブリラン」発表。
- 1999年 - 全モデルに搭載されるムーブメントの100％クロノメーター化を宣言。
- 2000年 - KELEKの社名をBREITLING CHRONOMETRIE SAに変更。(KELEK時代とBREITLING CHRONOMETRIE時代で住所に変更なし。[12][13])
- 2003年 - ベントレーのル・マン復帰に際し、パートナー契約締結。Breitling for Bentleyシリーズ発表。コンチネンタルシリーズの内装にブライトリングデザインのアナログ時計が据えられる。
- 2009年 - ブライトリング初の完全自社開発・自社製造ムーブメント「キャリバー01」を発表。モデルチェンジしたクロノマットに搭載し発売。自社製キャリバーの開発・製造のために工場「クロノメトリー (BREITLING CHRONOMETRIE)」の南側に新工場を増設した。
- 2017年 - 会社をCVC キャピタル・パートナーズに売却。
- 2022年 - スイスの投資会社パートナーズ・グループがCVCより株式の過半数を取得した。
- 2023年 - 12月12日、香港資本の傘下となっていたユニバーサル・ジュネーブを買収[14]。ブライトリングとは別個に運営されるとしている。

## 代表モデル
- クロノマット（Chronomat 、1942年発売） - 初代モデルは回転ベゼルが計算尺になっている手巻クロノグラフ。1975年にはクォーツモデルが発売されている。1984年に発売されたモデルは回転ベゼルに4つのライダータブが付いた機械式自動巻クロノグラフ。
- クロノマット・エボリューション（Chronomat Evolution ） - 回転ベゼルに4つのライダータブが付いた機械式自動巻クロノグラフ、クロノマットの大型ケース版。リューズとクロノグラフ用プッシュボタンはネジ込みロック式で300m防水、18Ｋゴールドモデルは100m防水。
- クロノ・コックピット（Chrono Cockpit ） - 立体的なローマ数字のインデックス、詳細なギョーシェ加工の文字盤が特徴的な機械式自動巻クロノグラフ。100m防水。
- クロノマチック（Chronomatic 、1969年発表） - 初代モデルは世界初の自動巻きクロノグラフ。2005年に復刻版として再登場。ケースの左側にリューズが配置されているのが特徴。回転ベゼルはナビタイマーと同様に航空計算尺になっている。
- コスモノート（Cosmonaute ） - ナビタイマーの24時間表示版。初代モデルから2000年まで手巻ムーブメントが使用されていたが、2001年以降から自動巻きムーブメントに変更された。

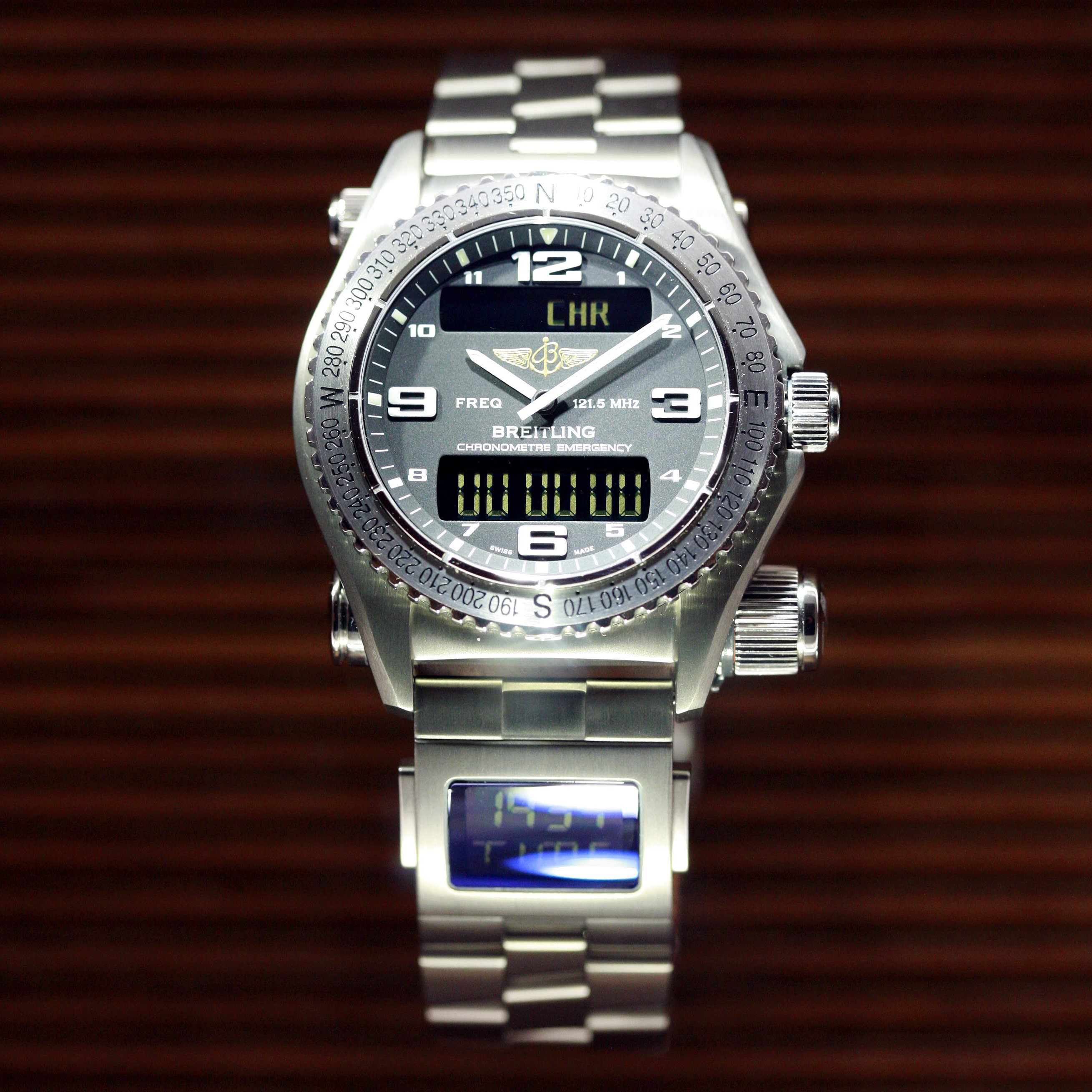
エマージェンシー

- エマージェンシー（Emergency ） - 緊急信号発信装置を内蔵したモデル。121.5MHzの手動型航空機用救命無線機を内蔵し、ケースの右下にある保護キャップのネジを外し、アンテナをいっぱいまで引き出すことによって国際航空遭難信号を48時間発信する。航空法第24条に定める航空従事者かつ電波法第40条に定める無線従事者でなければ購入できない。購入後は航空機局無線設備としての登録を行い、年1回電波法で定める定期検査を登録点検事業者であるブライトリング・ジャパンにて行わなければならない。スティーヴ・フォセットが使用していた[15]。
- モンブリラン（Montbrillant ） - ムーンフェイズやカレンダーを組み込んだドレッシーなモデル。初代モデルは1940年代に製造され、二代目は1995年に18金ローズゴールドケース、シルバーダイアルで発売され後に黒文字盤、及びステンレスケースモデルが追加された小型版の機械式自動巻クロノグラフ。現行モデルは初代クロノマットのデザインを継承する自動巻きクロノグラフとなっている。以前工場があった地、モンブリラン通りより命名される。
- ナビタイマー（Navitimer 、1952年発表）- 回転ベゼルがフライトコンピューター（操縦士向けの計算尺）になっているクロノグラフ。フライトコンピューターとしての機能は、発表当時のアメリカで普及していたE6B（英語版）をそのまま移植している。最初のモデルは手巻で、古典的名機であるキャリバー"ヴィーナス178"を使用していた。1969年に自動巻モデルも発表される。一時は超大型の防水モデル、LEDや液晶によるデジタルモデルも造られていたが、1985年に初代モデルの雰囲気を持つ"レマニア1873のちバルジュー7750"を使用する"オールドナビタイマー"のみのラインナップとなった（現行ではオールドの文字が外されている）。2002年には50thアニバーサリー限定モデルが発売。

## その他
- ワックマン（Wakmann ）- 1960～1970年代に存在したアメリカ市場向けブランド。
- アビエーション（Aviation ） - 1980年代初期、既にブランドを売却したブライトリング創業家が未だ保有していた旧製品のパーツをチューリッヒにあったOllech＆Wajs社に売却し、そこで組立てられ販売されたモデルに冠されたブランド名。
- ジン903（Sinn903 ） - 上記アビエーションと同様に旧パーツはジン特殊時計会社にも売却され、同社の903シリーズとして発売された。現903シリーズはその後継モデル。

## クラブ・ブライトリング
ブライトリングジャパンが発行するユーザー特典。国内正規販売店で購入したユーザーにのみ無償提供されるサービスで、オーバーホール料金が通常価格の半額で受けられる他、定期会報やカタログの無料配布、新製品発表イベントである「メンバーズサロン」への招待、東京と大阪にあるスタジオブライトリングに併設されている「メンバーズラウンジ」への入室、オフィシャルサイト内にあるユーザー掲示板「メンバーズルーム」へのアクセスが可能。時計購入時に入会申請すると後日、会員の証であるメンバーズカードが郵送される。あくまで購入時特典であり譲渡は無効とされ、親子間での譲渡を除き住所以外のユーザー登録情報の変更はできない。
「メンバーズサロン」のフライトイベントでは自社チームの他、ブライトリングがスポンサードする選手が飛行することもある。
なお、クラブ・ブライトリングはブライトリングジャパンが独自に展開するサービスであるため、日本国外のブライトリングにおいては正規品と並行輸入・中古品との間に正規メンテナンス価格の差は設けられていない国が多い。

## 航空界へのスポンサー活動

### ブライトリング･ジェットチーム
民間最大規模となる7機のジェット機による曲技飛行隊「アパッチ・アビエーション」社とスポンサー契約して2002年 - 2019年にかけてブライトリング・ジェットチームを名乗っていた。運用機はL-39で、ブランドロゴをマークした機体で展示飛行を行なっていた。本拠地はフランスであり、パイロットもパトルイユ・ド・フランス出身者が中心。

### ブライトリング・ウィングウォーカーズ
Wingwalkersを企画するAeroSuperBatics社とスポンサー契約を締結し、2011年よりブライトリングの名前でイベントを行なっている。飛行中のボーイング・ステアマン（複葉機）の上部主翼に固定された女性ダンサーがパフォーマンスを披露する。

### ブライトリング・レーシングチーム
2009年に結成したレッドブル・エアレース・ワールドシリーズに参戦するエアレースチーム。
ナイジェル・ラムとフランソワ・ルボットがパイロットを務める。
ブライトリングはレッドブル・エアレース・ワールドシリーズのオフィシャルタイムキーパーでもある。レッドブル・エアレースが2019年をもって終了した事を受けて現在は活動していない。
Super Constellation Flyers Association
同社が保有するロッキード コンステレーションやダグラス DC-3にブライトリングのペイントを施し、招待客を乗せて飛行するイベントを行っている。
その他、EXTRA社製 EA-300等を保有するフランス企業ともスポンサー契約を有し、乗客を乗せたデモ飛行や展示飛行の活動を行なっている。

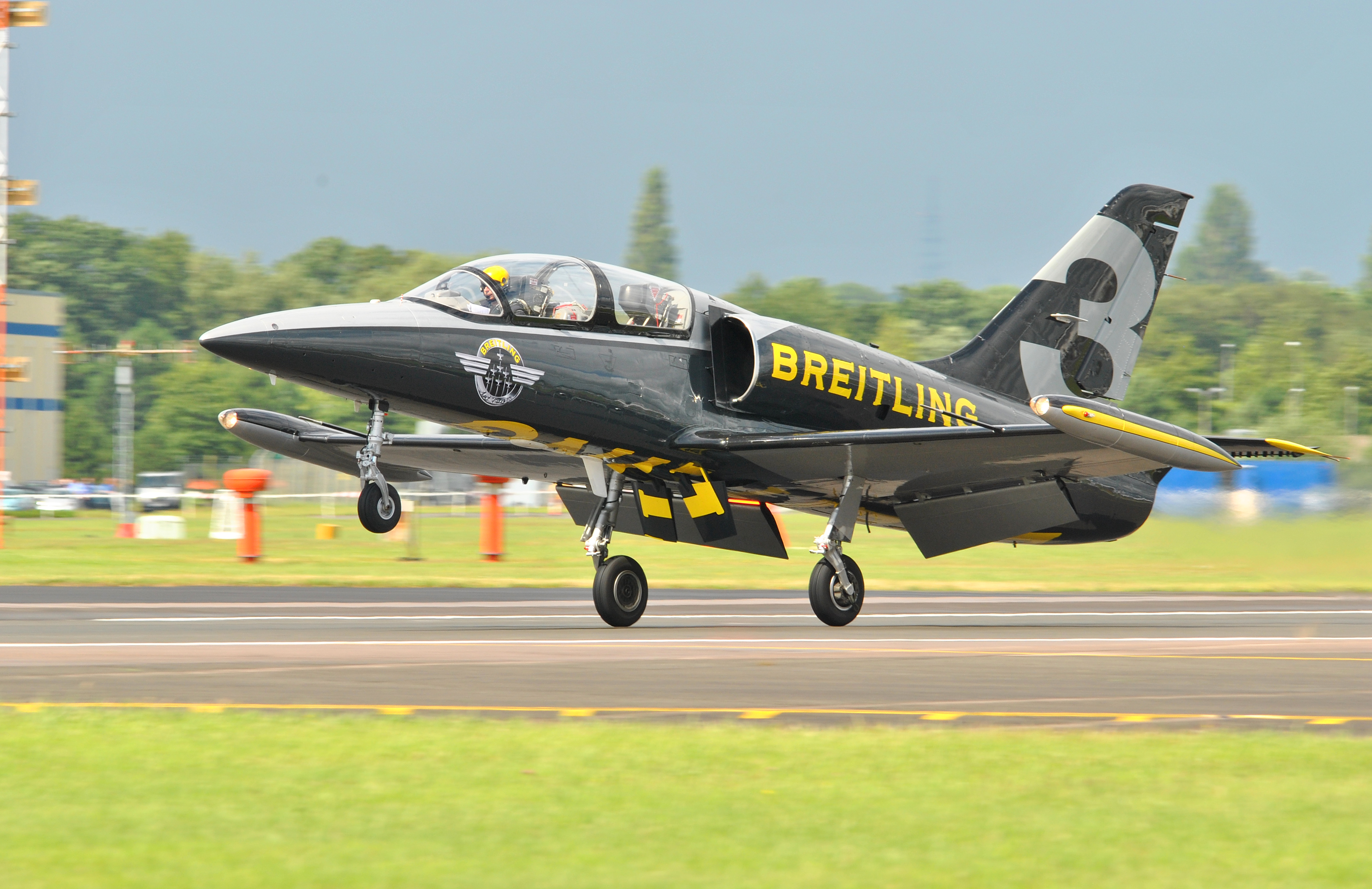
ブライトリング･ジェットチームのL-39
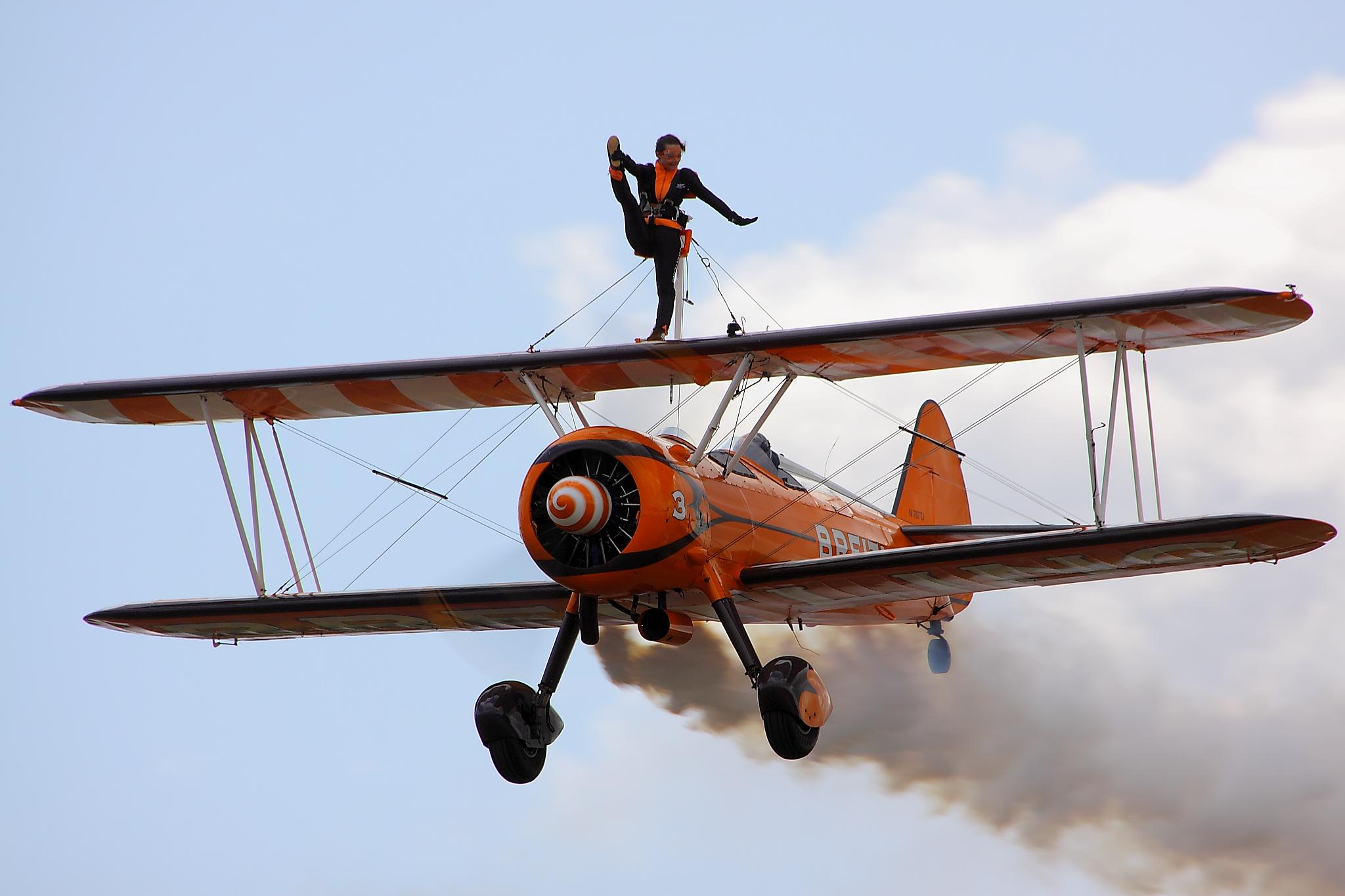
ブライトリング・ウィングウォーカーズ（2011年）
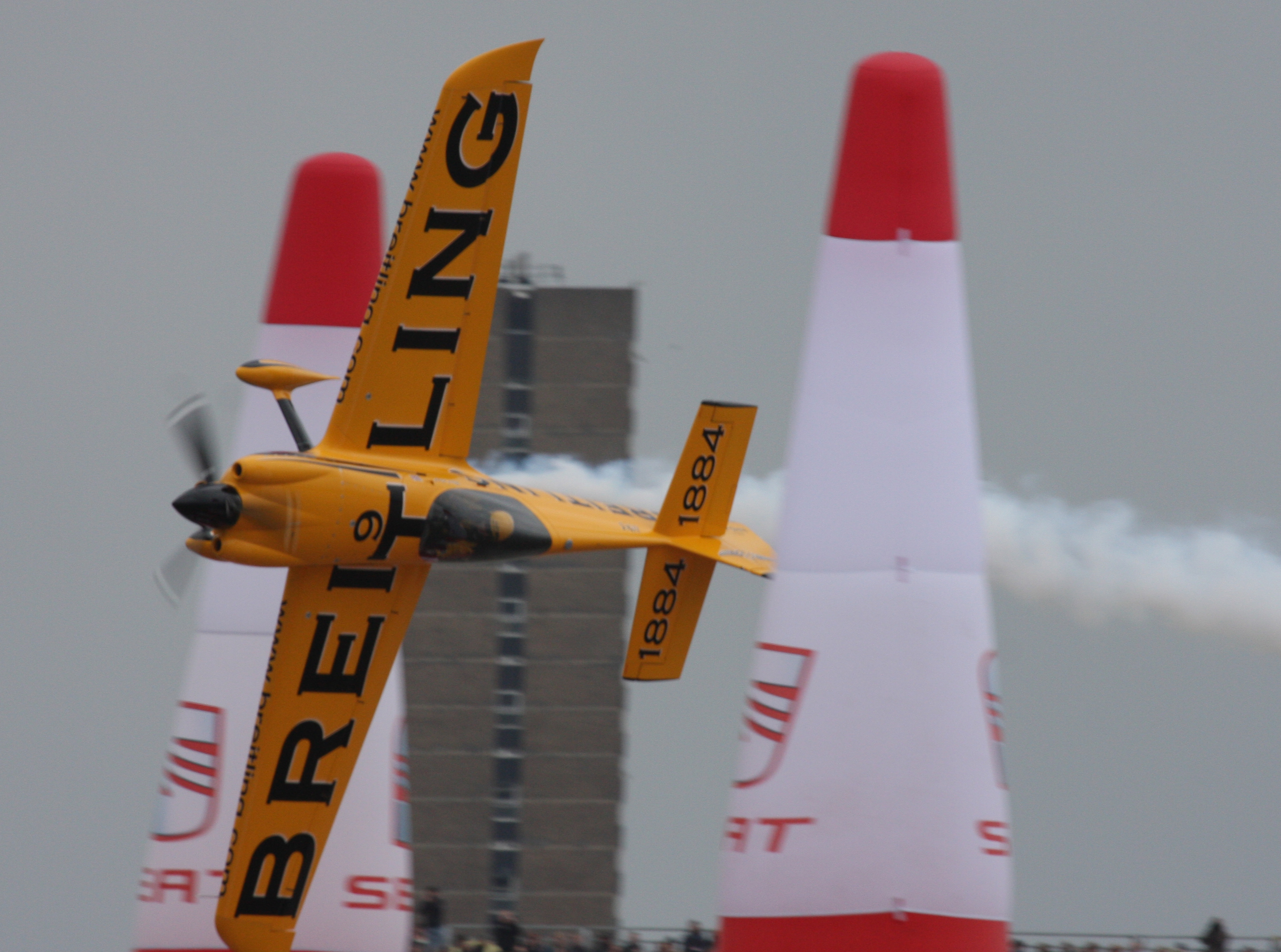
MXS-Rを操縦するナイジェル・ラム
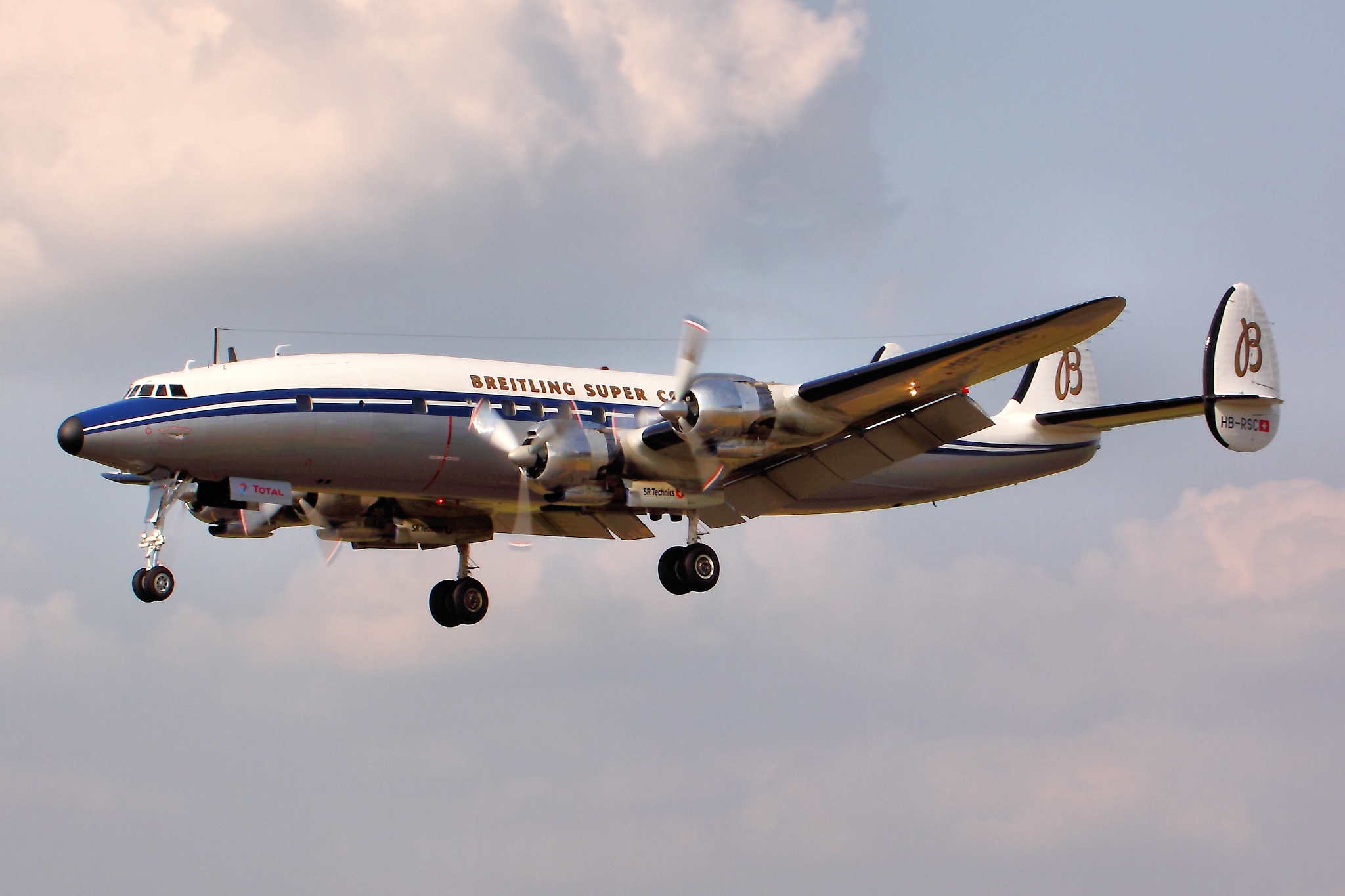
レストアされたロッキード コンステレーション
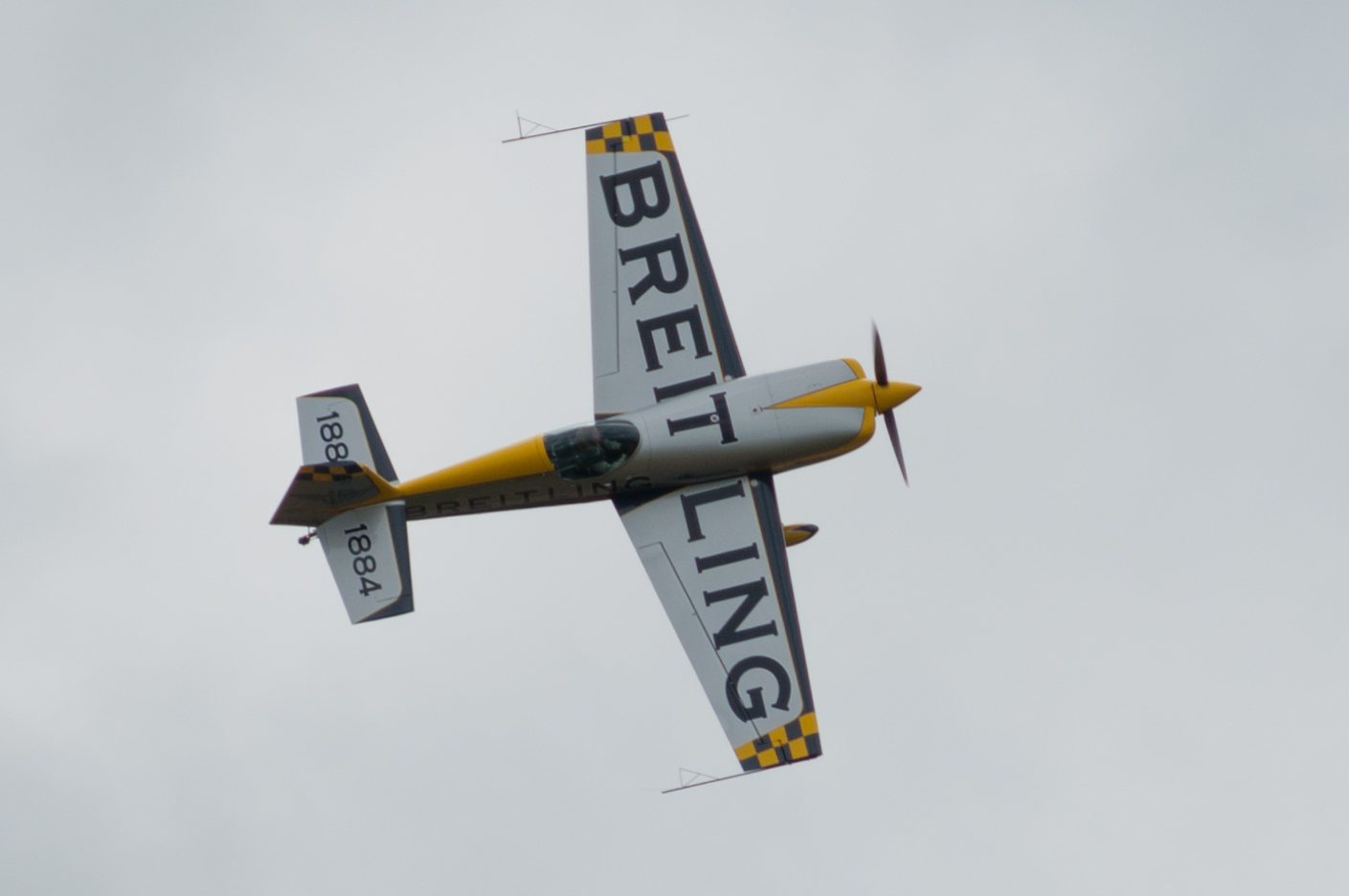
デモ飛行をするEA-300SC『F-HXAL』